# Дейнопиды
Дейнопиды (лат. Deinopidae) — семейство аранеоморфных пауков, включающее палочкообразных удлинённых пауков.

## Ловчие сети и охота
Члены семейства строят необычные сети, которые они располагают среди передних ног. Когда добыча приближается, паук растягивает сеть в два-три раза от первоначального размера и набрасывает её на добычу.

## Систематика
В семействе сосредоточены более 65 видов в 4 родах:
- Avella O. P-Cambridge, 1877 (Австралия)
- Avellopsis Purcell, 1904 (Южная Африка)
- Deinopis Macleay, 1839 (на всех континентах)
- Menneus Simon, 1876 (Африка)